# 羊水指数
羊水指数（AFI）は、羊水の定量的な推定値であり、胎児の健康状態の指標である。バイオフィジカル・プロファイルに含まれる。

## 手技
AFI は、妊娠中の子宮の超音波検査で見られる羊水の量に与えられるスコアであり、cmで表される。 AFI を決定するために、4象限手法では、各象限で流体の各ポケットの最も深く、遮るもののない垂直方向の長さを測定し、4象限の合計を調べる。
これに対し、「シングルディープポケット」テクニックと呼ばれる技法では、最も深いポケットの深さを調べる。

## 指標
AFI 8-18 – 正常とみなされる。  AFI の中央値は20週から35週まで約14であり、その後は出産に備えて羊水が減少し始める。
AFI < 5-6 – 羊水過少症とみなされる。正確な数は在胎週数によって異なる。在胎週数の 5 パーセンタイル値をカットオフ値とする場合がある。
AFI > 24-25  – 羊水過多症とみなされる 。

## 羊水減少の原因
- 羊膜の漏れ破水

羊膜の漏れまたは破水は、羊膜の裂け目からの液体の噴出または液体のゆっくりとした一定の滴りである。前期破水も羊水量減少の原因となる。
- 胎盤の問題

胎盤の問題は羊水量減少を引き起こす場合がある。胎盤が赤ちゃんに十分な血液と栄養素を供給していない場合、赤ちゃんは水分の再循環を停止する可能性がある。
- 先天性欠損症

胎児が腎臓や尿路の発達に問題があると、先天性欠損症に至り、尿がほとんど産生されず、羊水量が減少する可能性がある。
- 母体の合併症

母体の合併症は羊水過小の原因となりうる。女性の高血圧、糖尿病、脱水症、子癇前症、慢性低酸素症などの要因は、羊水量に影響を与える可能性がある。